# Bandera de Gagaúsia
La bandera de Gagaúsia ha estat utilitzada com a bandera de la república de Gagaúsia des de la dissolució de la Unió Soviètica l'any 1991. La llei gagaüsa permet l'ús d'una versió simplificada de la bandera per a ús no governamental, sense els estels o la banda blanca. Per l'ús governamental tan sols és vàlid l'ús de la bandera estatal.